# Carl Gustav Carus

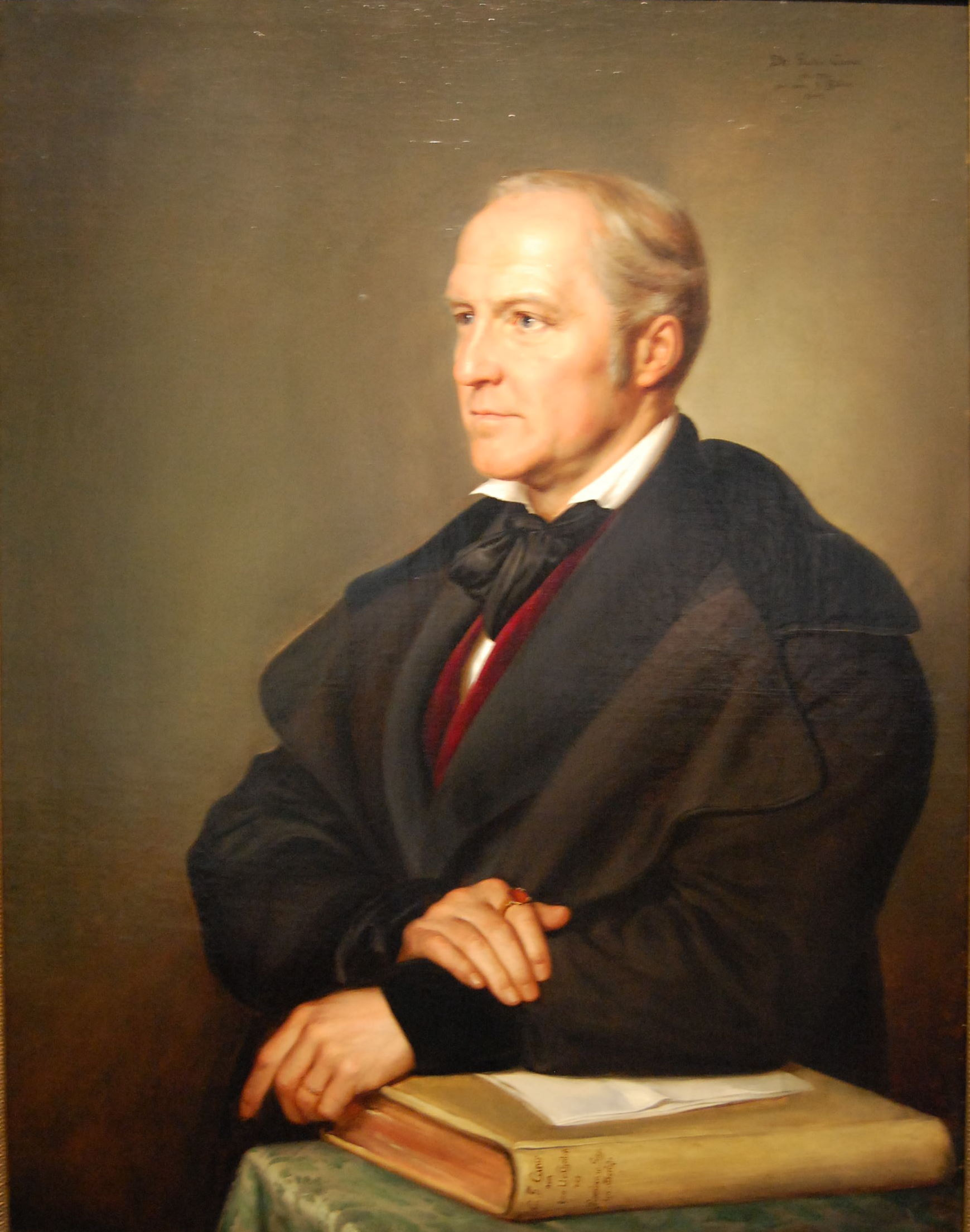
Carl Gustav Carus, Gemälde von Julius Hübner, 1844

Carl Gustav Carus, auch Karl Gustav Carus (* 3. Januar 1789 in Leipzig, Kurfürstentum Sachsen; † 28. Juli 1869 in Dresden, Königreich Sachsen), war ein deutscher Gynäkologe, Anatom und Pathologe sowie königlicher Hofarzt und Hochschullehrer, Maler und Naturphilosoph sowie Psychologe.
Er war einer der bedeutendsten Ärzte der Romantischen Medizin. In seiner Philosophie fasste er den Kosmos als von Leben durchsetztes Ganzes auf, seine Malerei verband das im Traum zugängliche Seelenleben mit der Landschaftskunst nach dem Ideal von Goethe. Er gilt als einer der vielseitigsten Universalgelehrten des 19. Jahrhunderts in Deutschland. Carus war von 1862 bis 1869 Präsident der Deutschen Akademie der Naturforscher Leopoldina.
Sein Gesamtwerk wurde 2009/2010 in zwei von wissenschaftlichen Publikationen begleiteten Ausstellungen in der Galerie Neue Meister in Dresden und in der Alten Nationalgalerie in Berlin umfassend gewürdigt.

## Leben
Carl Gustav Carus wurde als Sohn des märkischen Schönfärbers und Färbereipächters Gottlob Ehrenfried Carus (1763–1842) und dessen Ehefrau, der aus Mühlhausen in Thüringen stammenden Färbermeistertochter Christiana Elisabeth geb. Jäger (1763–1846), im Haus „Zum Blauen Lamm“ im Leipziger Ranstädter Steinweg 14 geboren. Er verlebte seine Kindheit in Mühlhausen und Leipzig, seine Jugend in Leipzig. Als Externer besuchte er von 1801 bis 1804 die Thomasschule. Von April 1804 bis 1806 studierte er an der Universität Leipzig die Fächer Physik, Botanik und Chemie, ab 1806 Medizin. Zu seinen Lehrern gehörte der Arzt und mit psychologischen Themen befasste Philosoph Ernst Platner, dessen die Ästhetik miteinbeziehende wissenschaftliche Arbeiten Carus beeinflusste. Gleichzeitig nahm er an der Zeichenakademie Unterricht. Nach einer Tätigkeit im Leipziger Jacobshospital ab 1809, der 1811 erfolgten Promotion zum Doktor der Philosophie und der Habilitation (mit Dissertatio sistens specimen biologiae generalis) wurde er in Leipzig (mit De uteri rheumatismo) ebenfalls 1811 zum Doktor der Medizin promoviert.
Der hochbegabte Carus besaß im Alter von 22 Jahren somit zwei Doktorgrade und hielt als Novum Vorlesungen über vergleichende Anatomie, in Deutschland erstmals als selbständiges Fach an einer Universität.
Carus war ein Zeitgenosse Goethes und gehörte zur Generation der Romantiker. Zu seinen Freunden zählten Caspar David Friedrich, Johann Wolfgang von Goethe, Alexander von Humboldt, Ludwig Tieck, Ida von Lüttichau und König Johann I. von Sachsen. Er wird zusammen mit Novalis zu einer philosophischen Gruppe gezählt, die man als „magischen Idealismus“ bezeichnet und die zum Gefolge des Deutschen Idealismus gehört.
Er war seit 1811 mit Caroline geb. Carus (1784–1859), der Tochter seines Großvaters Johann Gottlob Ehrenfried Carus, verheiratet. Das Ehepaar hatte 6 Söhne (darunter den Mediziner Albert Gustav Carus) und 5 Töchter; ihre Tochter Charlotte (1810–1838) war die Ehefrau des Bildhauers Ernst Rietschel und Mutter des Mediziners Wolfgang Rietschel.
Carl Gustav Carus wurde auf dem Trinitatisfriedhof in Dresden beigesetzt.

## Medizin

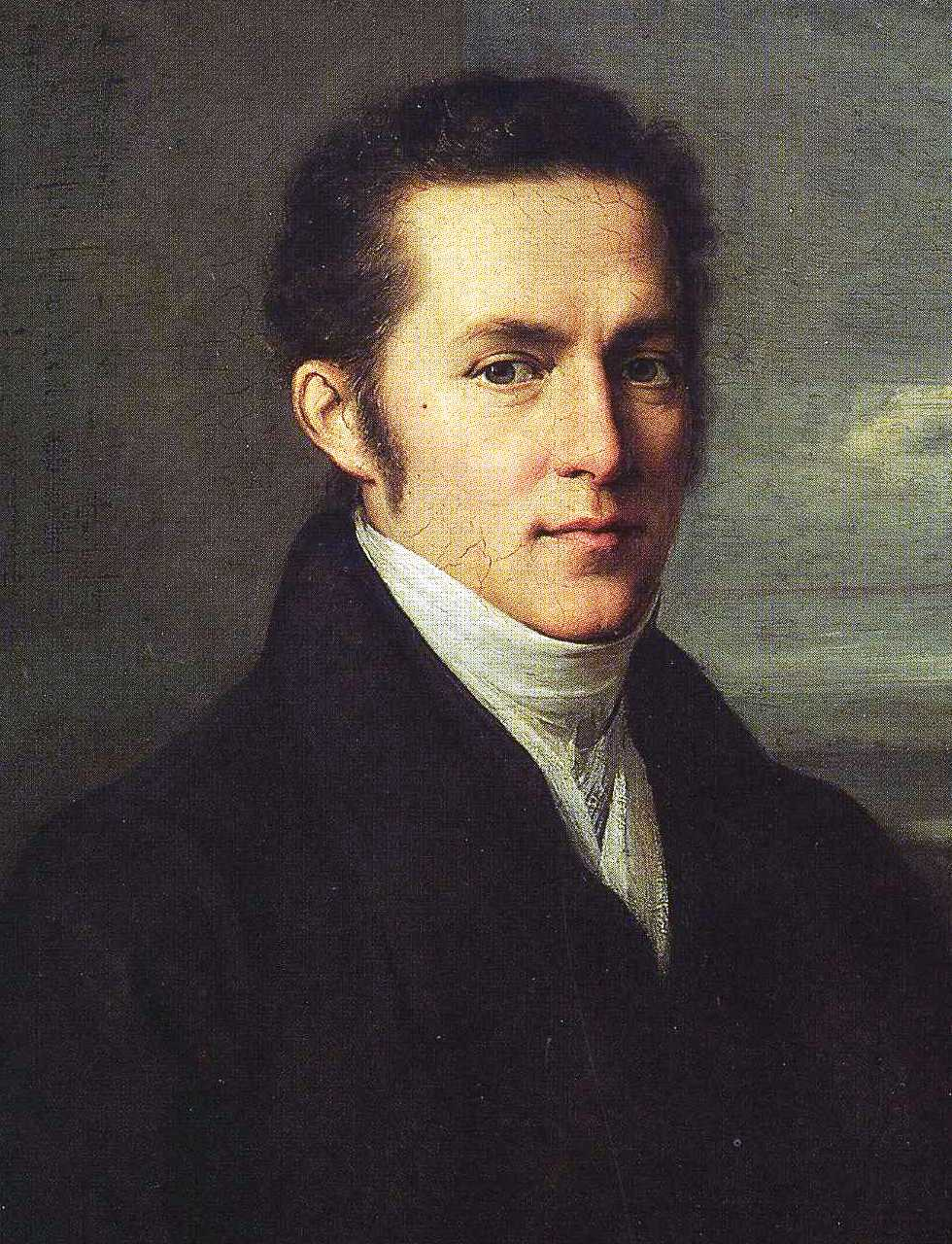
Carl Gustav Carus, Gemälde von Johann Carl Rößler, um 1810

Nachdem Carus 1811 Assistent von Johann Christian Jörg am Trierschen Institut in Leipzig geworden war, übertrugen ihm die französischen Behörden 1813 in der Zeit der Völkerschlacht die Leitung des im Vorwerk Pfaffendorf provisorisch eingerichteten Lazaretts. Er infizierte sich bei der in Leipzig herrschenden Epidemie mit Typhus und entging nur knapp dem Tode. Nach seiner Genesung wechselte er 1814 an die königliche Hebammenschule nach Dresden. Er leitete die Schule und wirkte seit 1815 zusätzlich als Professor für Geburtshilfe. Im selben Jahr war er Mitbegründer der Chirurgisch-Medizinischen Akademie zu Dresden (untergebracht im Kurländer Palais). Im Jahr 1820 veröffentlichte er ein Lehrbuch der Gynäkologie. Darin trat er für eine ganzheitliche Betrachtung der Frau unter Berücksichtigung ihrer Psyche in der Medizin ein. In seinem weiteren Werk hob er die Bedeutung der psychischen Verfassung des Patienten hervor.
1827 ernannte König Anton von Sachsen Carus zu einem seiner drei Leibärzte und verlieh ihm den Titel eines Hof- und Medizinalrates. 1828 gab Carus die Leitung der Hebammenschule an den Mediziner Carl Friedrich Haase (1788–1865) ab. Im Jahr 1839 wurde Carus Mitglied des Dante-Komitees unter Prinz Johann. Er führte 1846 in seinem Buch „Psyche. Zur Entwicklungsgeschichte der Seele“ den Begriff „Un-Bewusstsein“ (siehe Bewusstsein) in die Psychologie ein. 1853 wurde er erster Leibarzt des sächsischen Königs Friedrich August II. 1862 wählte man ihn zum 13. Präsidenten der Leopoldinisch-Carolinischen Akademie der Naturforscher (Leopoldina), in der er seit 1818 Mitglied war.
Carus gilt als philosophischer Vorgänger der Tiefenpsychologie. In seinem medizinischen Wirken steht Carus zwar wie Rudolf Virchow für eine naturwissenschaftlich begründete Medizin. Im Gegensatz zu Virchow wollte er sich jedoch nicht nur auf die objektivierbaren Gesetzmäßigkeiten von Mechanik, Physik und Chemie stützen, sondern den in der Natur und im Menschen wirksamen Geist (Spiritus) als Anteil der Medizin sichern. Er wird daher vielfach als ein romantischer Vorläufer jener Medizin betrachtet, die heute als Ganzheitsmedizin bezeichnet wird.
Anlässlich seines 50. Dienstjubiläums wurde am 2. November 1864 die Carus-Stiftung mit einem Kapital von 2.000 Talern gegründet. 1896 wurde der erste Preisträger mit dem bis heute von der Stadt Schweinfurt verliehenen Carus-Preis ausgezeichnet.

## Naturphilosophie
In Von der absichtlichen Erregung ungewöhnlicher Zustände der Nachtseite des Lebens überhaupt und von der mesmerischen Methode insbesondere untersucht Carus den Mesmerismus bzw. tierischen Magnetismus als „Lebensmagnetismus“ und nimmt an, dass Menschen mittels „Lebensmagnetismus“ mit der ganzen Welt in Verbindung stehen.
Genauso intensiv beschäftigte er sich anhand seiner Kenntnisse der damaligen Medizin und aus philosophisch-spekulativem Forscherdrang mit magischen Bewegungen wie Pendel, Wünschelrute und Tischrücken, erforschte vorausschauende Träume, Schlafwachen und Hellsehen, zweites Gesicht und Verzückung. Auch schrieb er drei Texte über „Magische Wirkungen im Leben, in der Wissenschaft und in Poesie und Kunst“.
In seiner Schrift Über die ungleiche Befähigung der verschiedenen Menschenstämme für höhere geistige Entwicklung von 1849 entwarf Carus ein rassentheoretisch bestimmtes Menschenbild. Es gibt eine „wohlgeborene“ Abstammung, ausgezeichnet durch Einheit von Leib und Seele, wie bei Goethe, und es gibt das Gegenteil. Es gibt ebenfalls eine geborene Elite unter den Völkern, die daher in „Tagvölker“, das sind Europäer und Araber (z. B. Romanen, Germanen, Griechen, Perser, Kelten, Semiten; insges. 18); „Nachtvölker“, das sind Afrikaner; und „Völker der Morgen- und Abenddämmerung“, das sind Ostasiaten und Indianer, zu trennen sind. Allein die Tagvölker sind „kulturtragend“; die Dämmerungs-Völker können zwar einen Schatten von Kultur hervorbringen, der aber meist von den Tagvölkern hervorgerufen worden ist; die Nachtvölker vegetieren dumpf dahin. Diese Dreiteilung und die hierarchische Gliederung angeborener „Eigenschaften“ der Völker, die dadurch höher- oder geringerwertig einzustufen sind, übernahm der Rassist Arthur de Gobineau direkt von Carus. Beide Autoren sehen weltweit eine naturgegebene Oberwelt gegen die Untermenschen, und sie stellen in jeder einzelnen Gesellschaft, also den Einzelnen in seiner sozialen Umwelt gesehen, eine Elite gegen das gemeine Volk.
Carus besaß eine „cranioskopische und chirognomische“ Sammlung mit menschlichen Überresten aus kolonialen Kontexten.

## Malerei
Schon als Jugendlicher interessierte sich Carus für die Malerei. Seine Landschaften spiegeln das Lebensgefühl der Romantik. Carus’ Freund Goethe schätzte ihn als Denker und schöpferischen Menschen. Der Maler Caspar David Friedrich, den er 1817/18 kennenlernte, beeinflusste ihn vor allen anderen bis etwa 1826/27. Auch brachte er Carus im Jahr 1819 dazu, auf die Insel Rügen zu reisen. Carus durchwanderte die Insel und war von der „Urnatur“ stark beeindruckt. Motive wie die Mondnacht bei Rügen, Eichen am Meer und Hünengrab mit ruhendem Wanderer zeugen von den Eindrücken, welche die Insel bei ihm hinterlassen hatte. Diese schrieb er in seinem Bericht Eine Rügenreise im Jahre 1819 nieder. 1821 bereiste er erstmals die Schweiz und Oberitalien (bis Genua), 1828 das zweite Mal die Schweiz und Italien bis Neapel (Sorrent, Pompeji, Capri, Paestum) als Leibarzt des sächsischen Prinzen Friedrich August; spätere Reisen gingen 1835 nach Frankreich (Paris), das dritte Mal nach Italien (Florenz 1841), dann 1844 nach England und Schottland.
Seine Bildthemen waren vor allem ideale Kompositionen, die Mondnacht, Gebirge, Wald, gotische Architektur und Ruinen zeigen, wobei er vielfach an Friedrichs Motive anknüpfte. Carus verband romantische Naturauffassung mit dem klassischen Schönheitsideal: „Die gleichmäßige Durchdringung von Vernunft und Natur“ mache das Wesen eines Gemäldes aus. Das Schöne begriff er im Goetheschen Sinn als Dreiklang von Gott, Natur und Mensch. Häufig bevölkern Gestalten in altdeutscher Gewandung seine Bilder. Er malte auch Ansichten von Dresden und Umgebung. Beachtung verdienen ferner seine kleinformatigen, spontan im Freien angefertigten Landschaftsausschnitte und Wolkenbilder. Die Italienreise 1828 gab Anlass, die typisch deutsche Sehnsucht nach dem „Land, wo die Zitronen blühen“ (Goethe) in romantische Empfindungsmalerei umzusetzen, exemplarisch zum Beispiel in Erinnerung an Sorrent, wo auch volkskundliche Aspekte wichtig werden.
In der Motivauswahl lehnte sich Carus in frühen Jahren oft an den Freund Caspar David Friedrich an, gelangte aber seit der zweiten Italienreise 1828 zunehmend zu ganz eigenständigen, weniger ikonographielastigen Bilderfindungen; folkloristische Details (Tracht, Kostüm) werden neben geologischen Befunden bildwichtig. Bedeutend und einflussreich für die Kunst der Romantik wurde er auch durch seine kunsttheoretischen Briefe über Landschaftsmalerei, die er 1831 veröffentlichte.

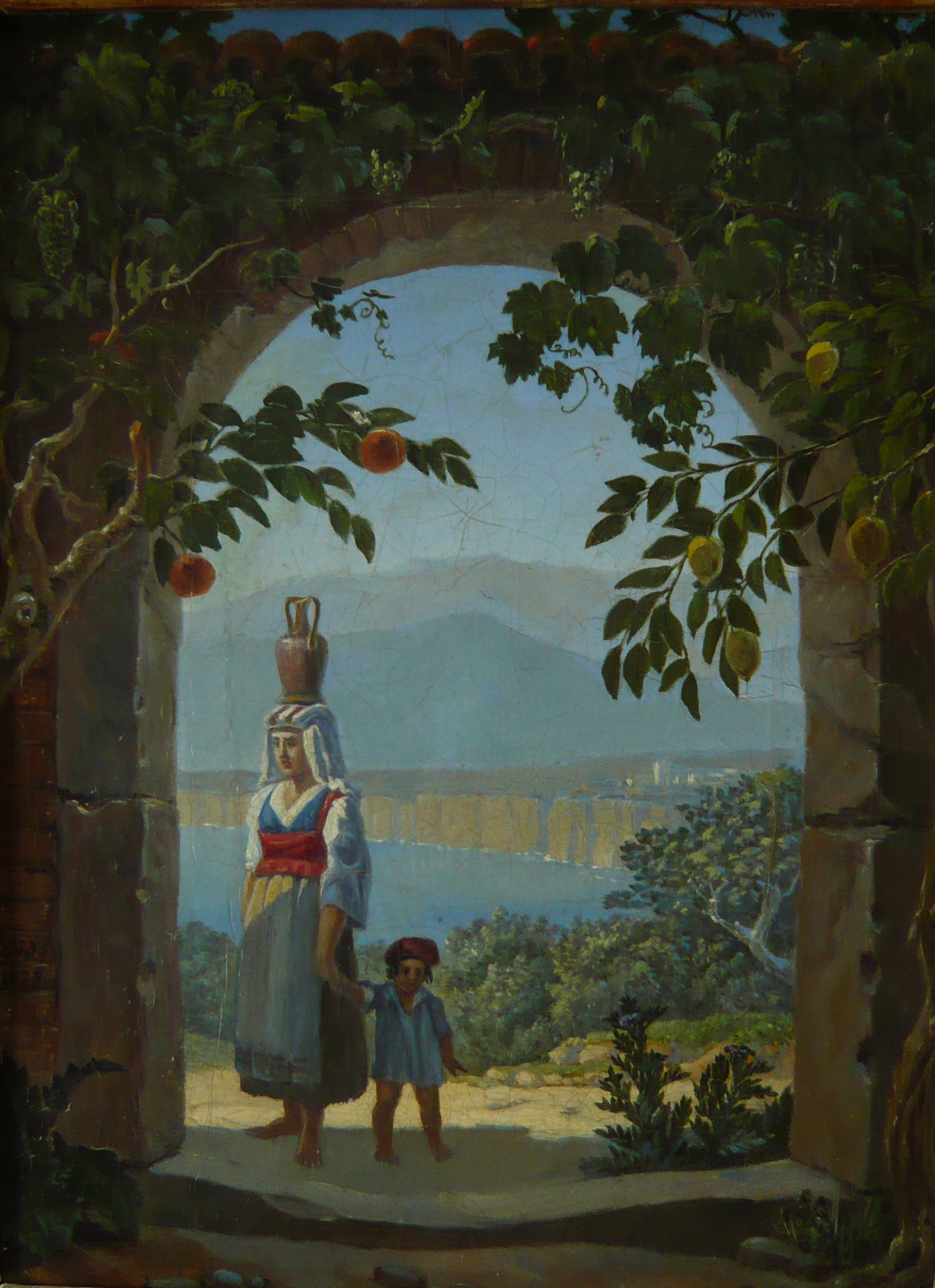
Erinnerung an Sorrent von Carl Gustav Carus, 1828
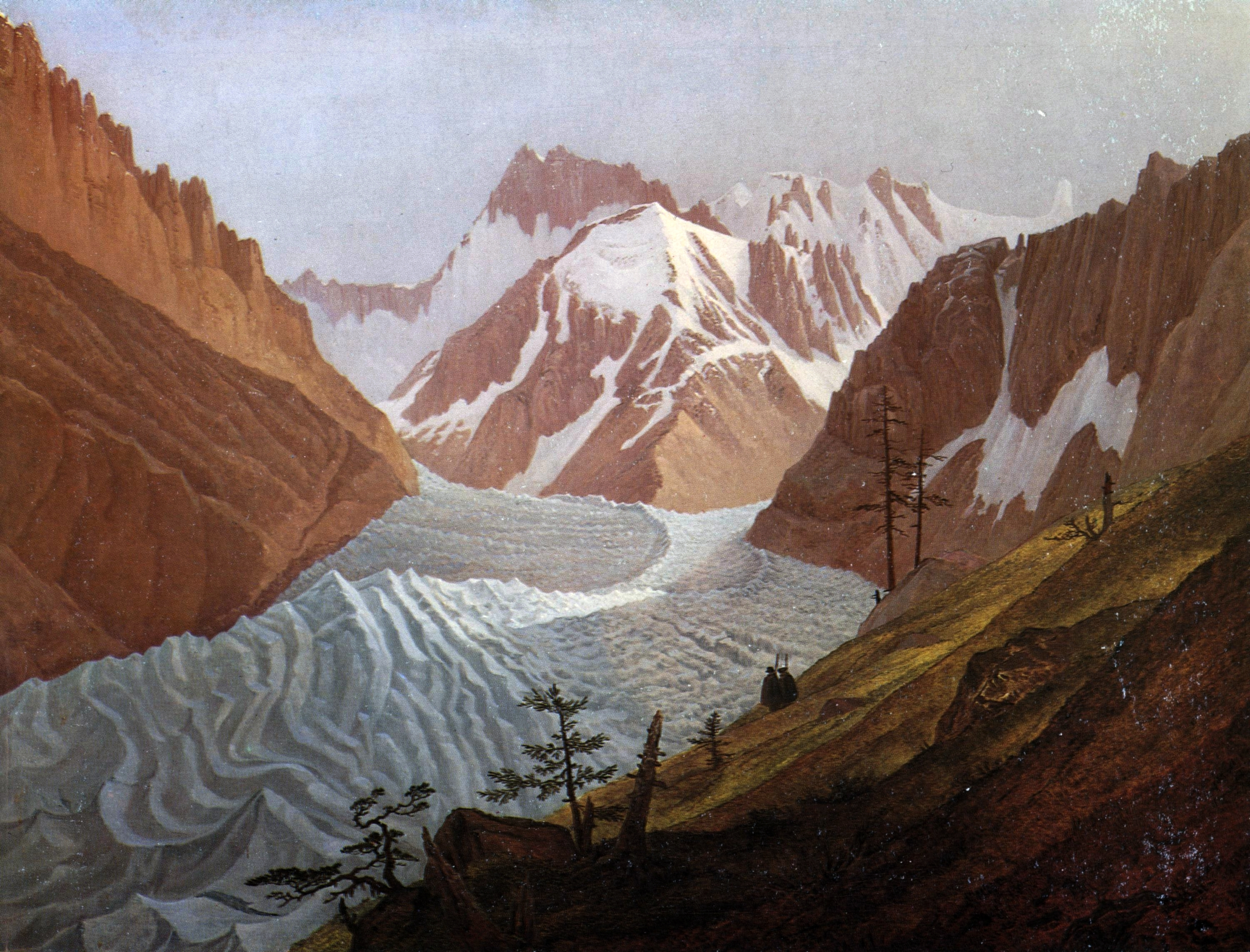
Das Eismeer bei Chamonix, 1825–1827. Museum Georg Schäfer Schweinfurt
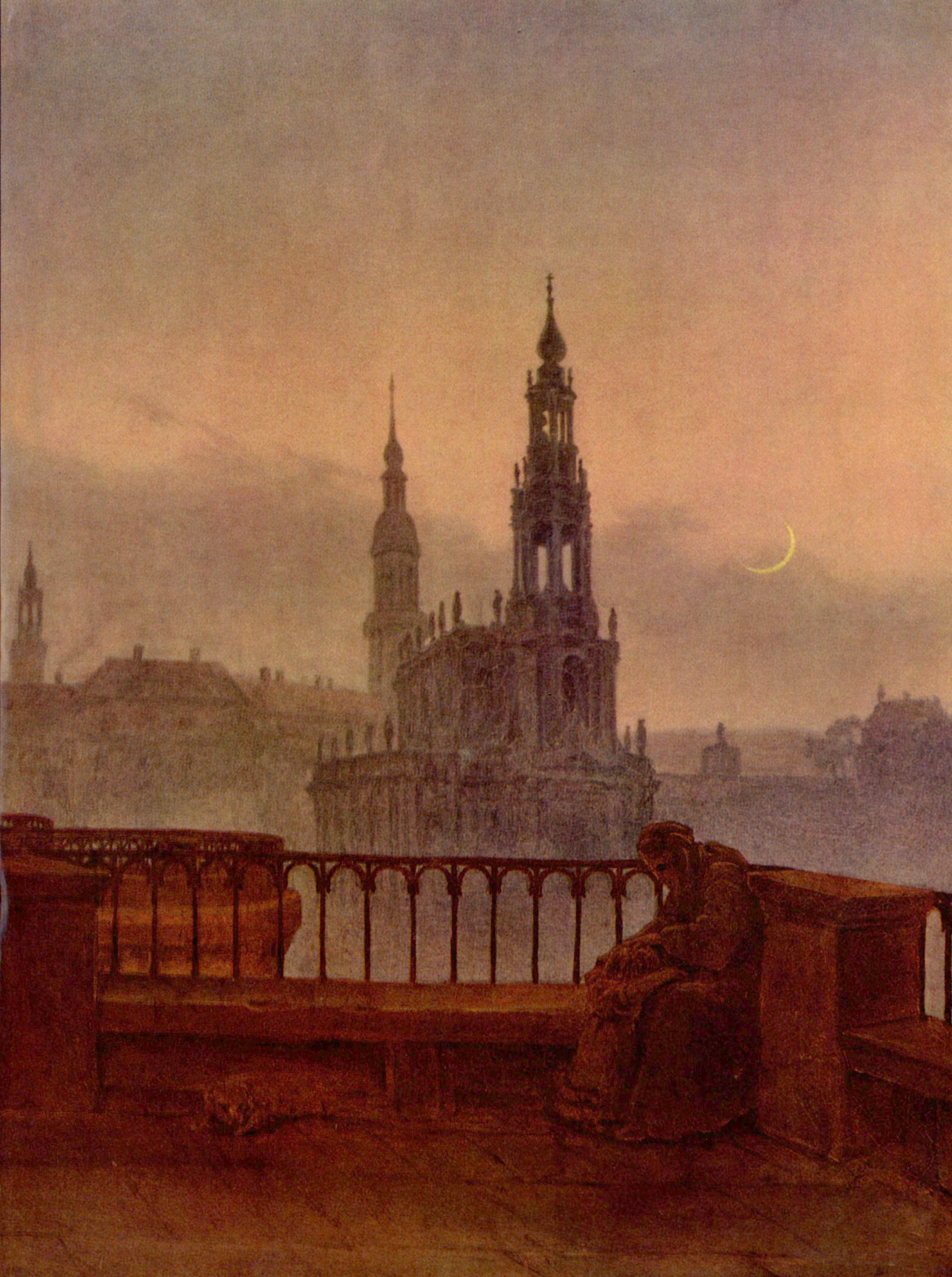
Dresden mit Hofkirche und Schloss, um 1830. Museum Georg Schäfer Schweinfurt
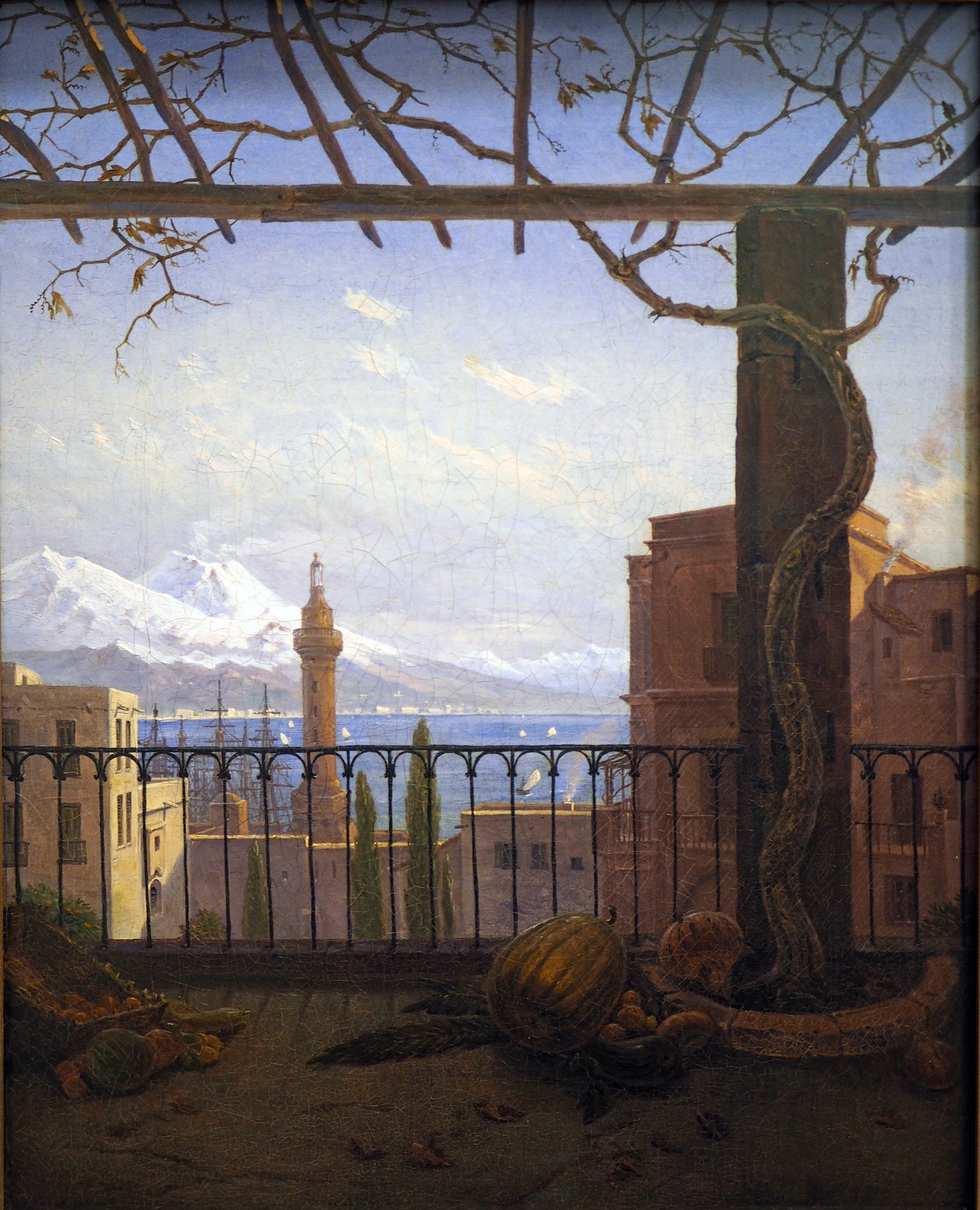
Neapel mit Monte Somma und Vesuv, 1831. Niedersächsisches Landesmuseum Hannover
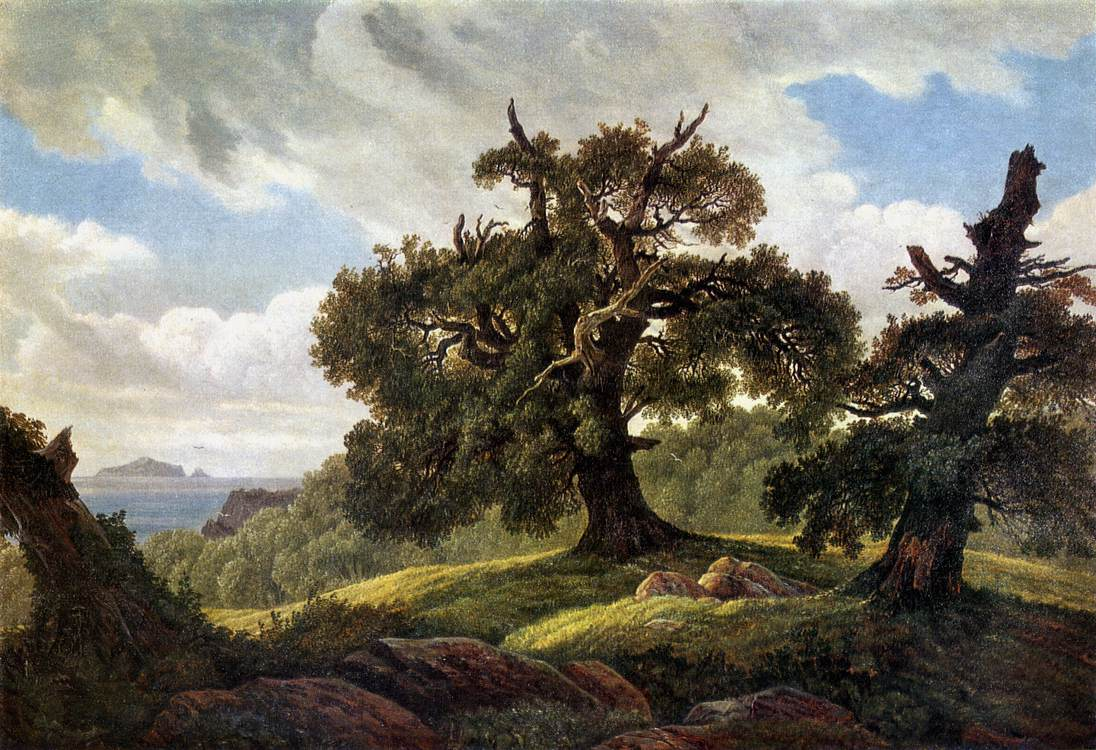
Eichen am Meer, 1834/35. Galerie Neue Meister Dresden

## Ehrungen

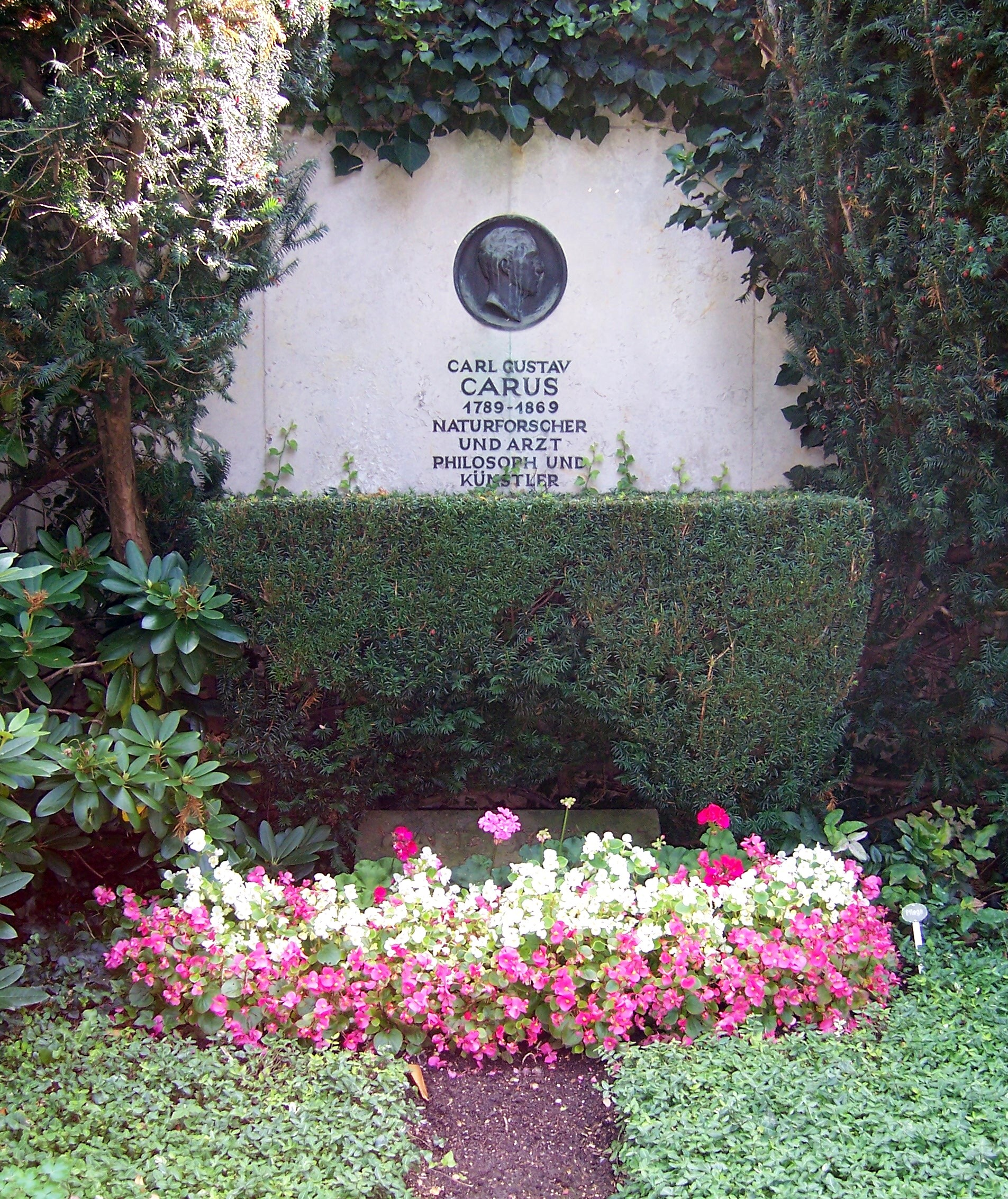
Carl Gustav Carus’ Grab auf dem Trinitatisfriedhof in Dresden

Auf den Vorschlag von Albert Fromme ehrte die Stadt Dresden Carus 1954 durch die Verleihung seines Namens an die Medizinische Akademie Dresden, aus der das gegenwärtig bestehende Universitätsklinikum Carl Gustav Carus Dresden der TU Dresden hervorging. Im Februar 1993 wurde in der Dresdner Inneren Neustadt das Reichpietschufer in Carusufer umbenannt. Ebenfalls nach Carl Gustav Carus wurde 2017 in Schweinfurt der neue Wissenschaftspark in den einstigen Ledward Barracks Carus-Park genannt und dessen neue Hauptachse Carl-Gustav-Carus-Allee. Zudem nach ihm benannt wurden die anthroposophischen Medizin-Einrichtungen Carl Gustav Carus Akademie in Hamburg sowie das Carl Gustav Carus-Institut Niefern-Öschelbronn in Baden-Württemberg.

## Schriften (Auswahl)

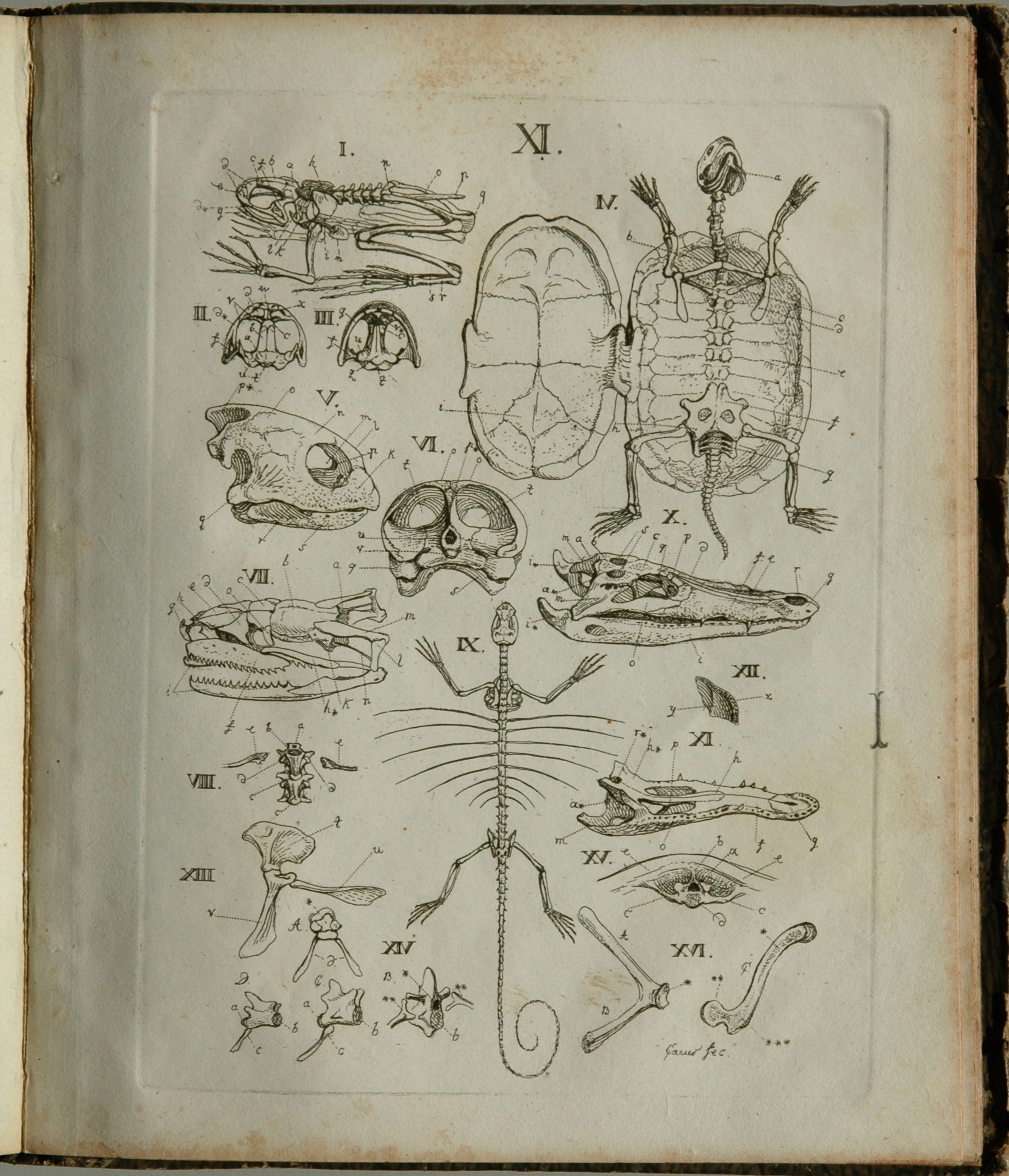
Tafel aus Zur Zootomie, 1818, von Carus gezeichnet und in Kupfer gestochen

- Versuch einer Darstellung des Nervensystems und insbesondere des Gehirns nach ihrer Bedeutung, Entwicklung und Vollendung im thierischen Organismus. Leipzig 1814.
- Zwanzig Kupfertafeln nebst deren Erklärung. Zur Zootomie. [Fleischer, Leipzig 1818].
- Lehrbuch der Zootomie, mit steter Hinsicht auf Physiologie […]. Leipzig 1818.
- Neun Briefe über Landschaftsmalerei. 1819–1824.
  - 1. Aufl. Leipzig 1831 (Digitalisat der Universitätsbibliothek Weimar)
  - 2., durch e. Brief u. einige Beil. verm. Ausg. Fleischer, Leipzig 1835 [Faksimiledruck nach der 2., verm. Aufl. von 1835. Mit einem Nachwort von Dorothea Kuhn. Schneider, Heidelberg 1972]

[zahlr. weitere Ausg.]
- - englische Übersetzung: Nine letters on landscape painting, written in the years 1815–1824, with a letter from Goethe by way of introd. Getty Research Institute, Los Angeles, Calif. 2003. ISBN 0-89236-674-5.
- Grundzüge allgemeiner Naturbetrachtung. [Vorbegriffe] Einleitung zu dem noch ungedruckten Werke über die Urteile des Schalken- und Knochengerüstes. Mit einem Nachwort von Goethe. J. G. Cotta’sche Buchhandlung, Stuttgart und Tübingen 1823. Nachdruck WBG, Darmstadt 1954
- Lehrbuch der Gynäkologie. 1820. (Bd. 1, Bd. 2, jeweils Digitalisat und Volltext im Deutschen Textarchiv).
- Grundzüge der vergleichenden Anatomie und Physiologie. 1828.
- Vorlesungen über Psychologie, gehalten im Winter 1829/30 zu Dresden. Gerhard Fleischer, Leipzig 1831 (Neuausgabe, hg. von Egar Michaelis, Zürich/Leipzig 1931, Darmstadt 1958).
- Grundzüge einer neuen und wissenschaftlich begründeten Cranioscopie (Schädellehre). Balz’sche Buchhandlung, Stuttgart 1841.
- Zwölf Briefe über das Erdleben. Balz’sche Buchhandlung, Stuttgart 1841.
- Psyche. Zur Entwicklungsgeschichte der Seele. 1846 (Digitalisat und Volltext im Deutschen Textarchiv), (2. verb. und verm. Aufl. 1860).
- Über die ungleiche Befähigung der verschiedenen Menschenstämme für höhere geistige Entwicklung. Leipzig 1849. (Digitalisat und Volltext inkl. Hörbuchfunktion in Open Library Online-Bibliothek).
- Ueber Geistes-Epidemien der Menschheit. Leipzig und Meissen 1852 (Neuausgabe, mit Anmerkungen und einem Nachwort hrsg. von Heinz Schott. Books on Demand, Norderstedt 2022. ISBN 978-3-7557-0969-5).
- Symbolik der menschlichen Gestalt. Leipzig 1853 (Fotomechanischer Nachdruck 1997: ISBN 3-487-00266-3).
- Organon der Erkenntniß der Natur und des Geistes. Leipzig 1856.
- Über Lebensmagnetismus und über die magischen Wirkungen überhaupt. Brockhaus, Leipzig 1857 (Neuausgabe, hg. von Konrad Ditzfelbinger: Dingfelder, Andechs 1986, ISBN 3-926253-01-0).
- Natur und Idee oder das Werdende und sein Gesetz. Eine philosophische Grundlage für die specielle Naturwissenschaft. Braumüller, Wien 1861
- Lebenserinnerungen und Denkwürdigkeiten. 1865/66 (Autobiographie), hrsg. von R. Zaunick, Dresden 1931.
- Vergleichende Psychologie oder Geschichte der Seele in der Reihenfolge der Thierwelt. W. Braumüller, Wien 1866.
- Erfahrungsresultate aus ärztlichen Studien und ärztlichem Wirken. 1872.

## Rezeption

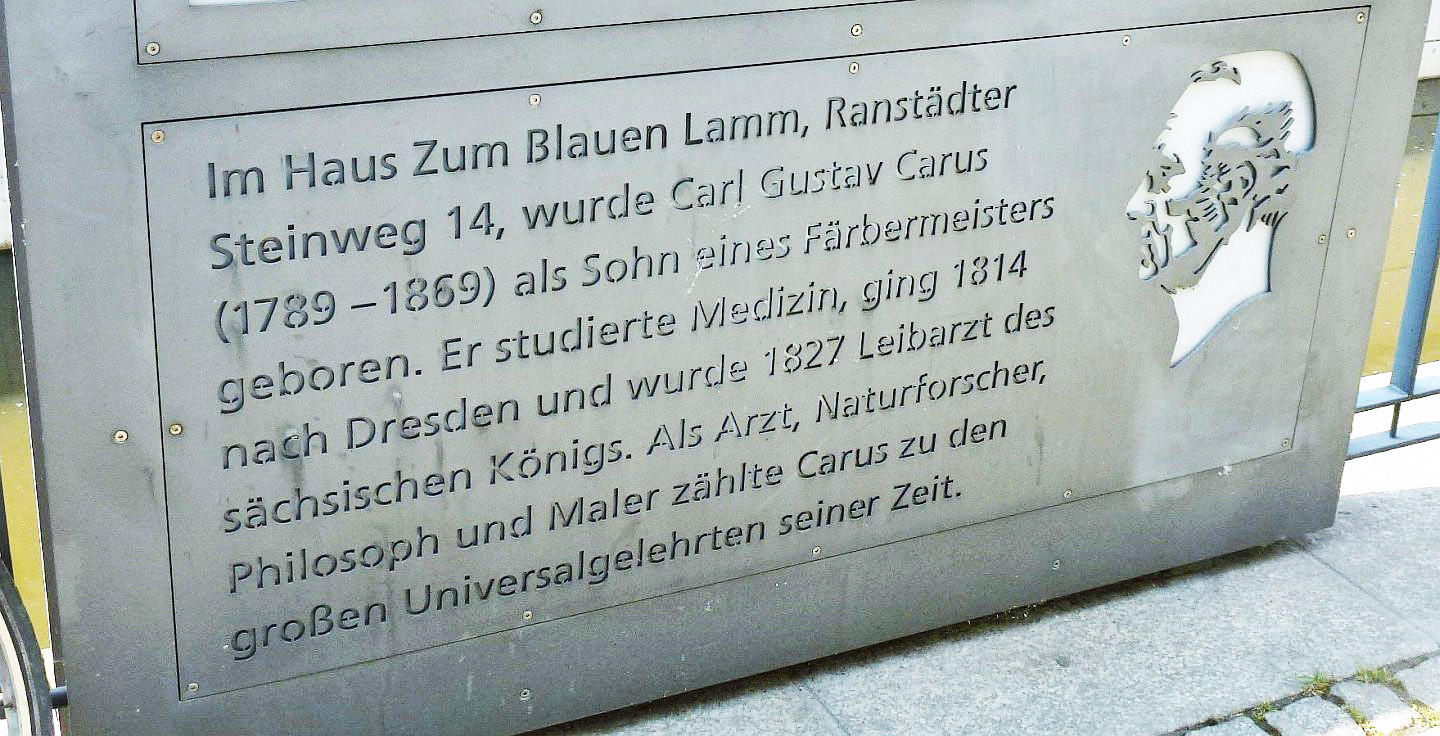
Gedenktafel in Leipzig

- Der in Dresden lebende Schriftsteller Ralf Günther stellte in seinen historischen Kriminalromanen Der Dieb von Dresden und Der Leibarzt fiktive und wahre Begebenheiten aus dem Leben von Carl Gustav Carus dar.

## Ausstellungskataloge

Mnemosyne (1848)

- Carl Gustav Carus. Natur und Idee. Katalog. Deutscher Kunstverlag, Berlin, München 2009, ISBN 978-3-422-06880-3 (Begleitband zu den Ausstellungen in Dresden und Berlin 2009/10).
- Carl Gustav Carus und die zeitgenössische Dresdner Landschaftsmalerei. Gemälde aus der Sammlung Georg Schäfer Schweinfurt. Schweinfurt 1970.